# Liste der Mitglieder der American Academy of Arts and Sciences/1878
Im Jahr 1878 wählte die American Academy of Arts and Sciences 27 Personen zu ihren Mitgliedern.

## Neugewählte Mitglieder
- Jacob Georg Agardh (1813–1901)
- James Barr Ames (1846–1910)
- William Sumner Appleton (1840–1903)
- Phillips Brooks (1835–1893)
- Edward Burgess (1848–1891)
- William Elwood Byerly (1849–1935)
- Thomas Carlyle (1795–1881)
- George Bassett Clark (1827–1891)
- John Fiske (1842–1901)
- Charles Follen Folsom (1842–1907)
- John Chipman Gray (1839–1915)
- Thomas Potts James (1803–1882)
- Erasmus Darwin Leavitt (1836–1916)
- Henry Cabot Lodge senior (1850–1924)
- Charles Greely Loring (1828–1902)
- Hugh Andrew Johnstone Munro (1819–1885)
- Carl Wilhelm von Naegeli (1817–1891)
- Émile Plantamour (1815–1882)
- James Jackson Putnam (1846–1918)
- John Phillips Reynolds (1825–1909)
- Henry Hobson Richardson (1838–1886)
- Joseph Samuel Ropes (1818–1903)
- John Ruskin (1819–1900)
- Charles Sprague Sargent (1841–1927)
- John Collins Warren junior (1842–1927)
- John Williams White (1849–1917)
- Justin Winsor (1831–1897)